# Залишок наднової Вітрил
Залишок наднової Вітрил (англ. Vela supernova remnant) — це залишок наднової в південному сузір'ї Вітрила. Його джерело — наднова типу II, вибухнула приблизно 11—12 тис. років тому на відстані приблизно 800 світлових років. Зв'язок залишку наднової Вітрил із пульсаром Вітрил, визначений астрономами Університету Сіднея 1968 року, став першим спостережуваним підтвердженням, що наднові формують нейтронні зорі.
На зоряному небі залишок наднової Вітрил включає NGC 2736, а також наповзає на залишок наднової Puppis A, який у чотири рази більш віддалений. І Puppis А, і залишки Вітрил є одними з найяскравіших рис на небосхилі в рентгенівському діапазоні.
Залишок наднової Вітрил — один із найближчих відомих нам. Пульсар Гемінга (також результат наднової) є ближчим.
Крім того, у 1998 році був відкритий інший залишок наднової, RX J0852.0-4622, який з нашої точки споглядання розташований у південно-східній частині залишку наднової Вітрил. За деякими оцінками, він розташований лише у 200 парсеках від Землі (бл. 650 св. р.), ближче залишку наднової Вітрил, і, як не дивно, він вибухнув пізніше (десь в останню тисячу років), оскільки досі випромінює гамма-промені з розпаду титану-44. Цей залишок не побачили раніше, оскільки на більшості довжин хвиль він губиться у зображенні залишку наднової Вітрил. Через це його деколи називають «залишок наднової Вітрил (молодший)».

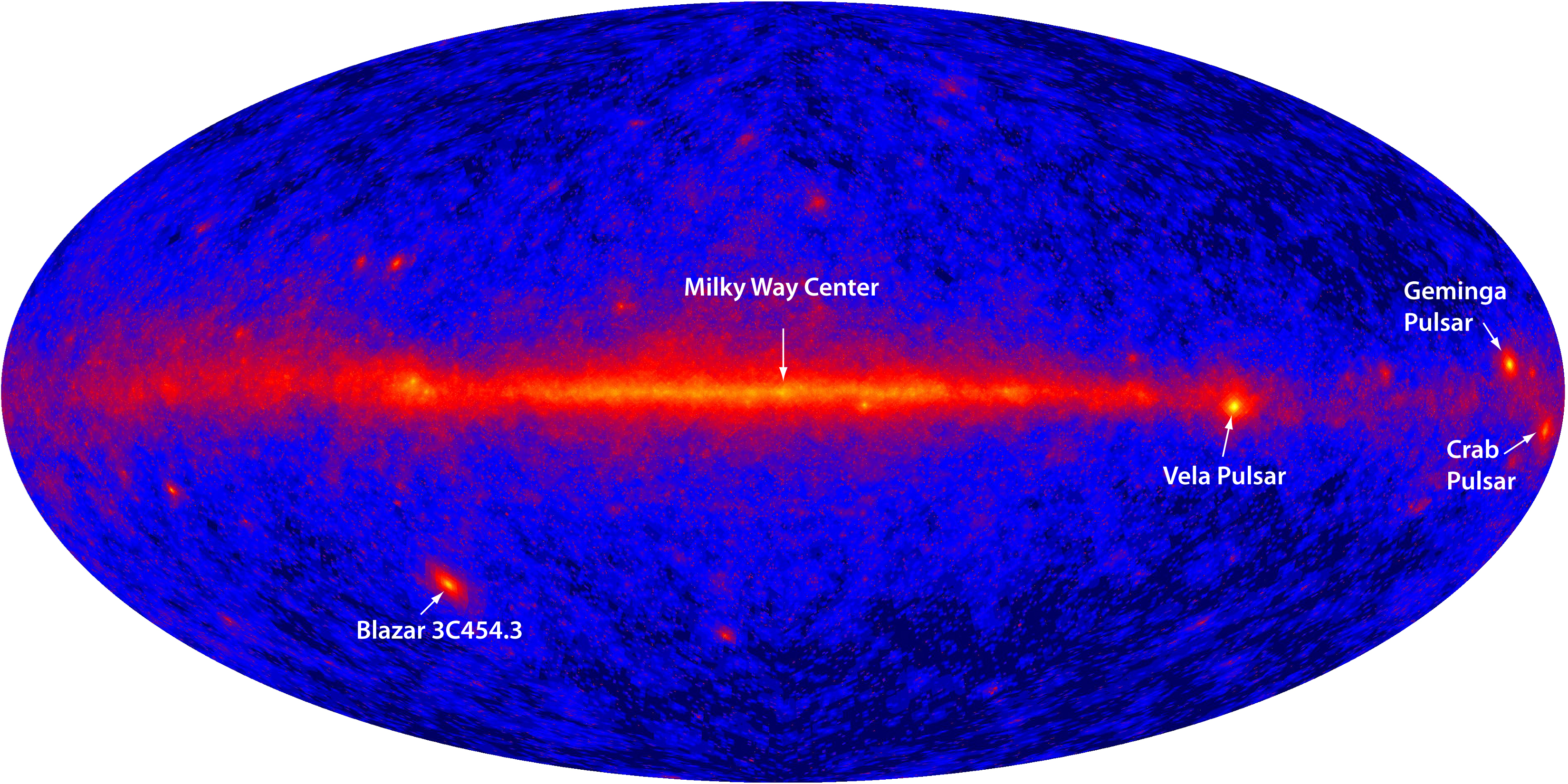
Розташування залишку наднової Вітрил у Чумацькому Шляху